# Konzentration (Psychologie)

In der letzten Phase der Lösung eines visuellen Denkproblems muss noch die Linie, die bereits von 1 nach 2 und 3 gezogen wurde, zum Endpunkt 4 gezogen werden. Während die Hand noch beim Punkt 3 verweilt, sind die Augen bereits auf Punkt 4 gerichtet.

Konzentration ist die willentliche Fokussierung der Aufmerksamkeit auf eine bestimmte Tätigkeit, das Erreichen eines kurzfristig erreichbaren Ziels oder das Lösen einer gestellten Aufgabe.
Fokussierung bedeutet, dass für eine gewisse Zeit auf das momentan Ausgeübte oder Empfundene geachtet wird, je nach Aufgabe auch auf Kommendes. Beim Zeichnen einer Linie, die einen Punkt berühren soll, schauen die Augen bereits auf den Punkt, während die Linie gezogen wird.
Konzentration erfordert geistige Anstrengung und lässt mit der Zeit nach. Daher versteht man unter Konzentration das relativ lange andauernde Aufrechterhalten eines Aufmerksamkeitsniveaus.

## Einflussfaktoren
- Der emotionale Zustand: Befindet man sich in einem positiven emotionalen Zustand, ist man konzentrierter. Dagegen sinkt die Konzentration während einer negativen Stimmung.[3]
- Der physische Zustand, darunter auch Gesundheit und Temperament[3][4]
- Die motorische Aktivierung und das motorische Training.[5]
- Die Umgebungsbedingungen und das Lernumfeld[4] (z. B. mediale Einflüsse) wirken sich ebenfalls auf die Konzentration aus.[6]
- Die Ernährung[4]
- Schlaf[4]

Die genannten Punkte stehen zueinander in Wechselwirkung.

## Messung von Konzentration
Die Messung von Konzentration erfolgt mit Hilfe standardisierter Tests (Aufmerksamkeits-Belastungs-Tests), die die Fähigkeit abbilden, bestimmte Aufgaben über eine bestimmte Zeit hinweg durchzuführen. Die Auswertung erfolgt nach Menge der bewältigten Aufgaben und Anzahl der Fehler, die gemacht wurden.
Der Wert der klassischen Papier-und-Bleistift-Tests ist umstritten, da die Testaufgaben meist wenig Alltagsrelevanz besitzen.

## Förderung der Konzentration
Als günstig können folgende Faktoren gelten:
- Nahrung, die den Bedarf an Omega-3-Fettsäuren und Vitaminen deckt, vor allem an Vitamin B.[8]
- Konzentrationsübungen wie z. B. Meditation, Konzentrationsspiele (alleine oder auch in der Gruppe).[9]
- Tagschlaf (10 bis 30 Minuten).
- Entspannungsverfahren (Autogenes Training, Meditation, Yoga, Progressive Muskelentspannung, viel Schlaf).
- Moderater Ausdauersport wirkt sich auf die Stimmung und damit auch auf die Konzentration positiv aus.
- Ein ausgeglichener Glukosespiegel kann sich positiv auswirken, ein sehr niedriger Glukosespiegel kann die Konzentration erschweren.
- Beseitigung von Ablenkungen und anderen Störfaktoren[10]